# Championnat du Nicaragua de football 2002-2003
Navigation
Saison précédente Saison suivante
La Primera División 2002-2003 est la soixantième édition de la première division nicaraguayenne.
Lors de ce tournoi, le Deportivo Jalapa (en) a tenté de conserver son titre de champion du Nicaragua face aux neuf meilleurs clubs nicaraguayens.
Chacun des dix clubs participant était confronté deux fois aux neuf autres équipes, puis les six meilleurs se sont affrontés lors d'une phase finale à la fin du tournoi.
Seulement deux places étaient qualificatives pour la Copa Interclubes UNCAF.

## Les 10 clubs participants
| \| Managua: Inter Barrio Cuba Deportivo Parmalat Deportivo Walter Ferreti Managua I Deportivo Bluefields / Diriangén FC Deportivo Jalapa Deportivo Masachapa Managua Real Estelí FC Real Madriz FC San Marcos Managua \| Localisation des clubs engagés dans le championnat. |
| Managua: Inter Barrio Cuba Deportivo Parmalat Deportivo Walter Ferreti Managua I Deportivo Bluefields / Diriangén FC Deportivo Jalapa Deportivo Masachapa Managua Real Estelí FC Real Madriz FC San Marcos Managua                                                           |

| Club                      | Stade                                        | Capacité          | Ville              |
| Inter Barrio Cuba         | Stade inconnu                                | Capacité inconnue | Managua            |
| Deportivo Bluefields (en) | Stade Glorias Costeñas                       | 4 000             | Bluefields         |
| Diriangén FC              | Stade Cacique Diriangén                      | 7 500             | Diriamba           |
| Deportivo Jalapa (en)     | Stade Alejandro Ramos                        | 1 000             | Jalapa             |
| Deportivo Masachapa       | Stade inconnu                                | Capacité inconnue | San Rafael del Sur |
| Deportivo Parmalat        | Stade inconnu                                | Capacité inconnue | Managua            |
| Real Estelí FC            | Stade de l'Indépendance                      | 4 800             | Estelí             |
| Real Madriz               | Stade Municipal de Somoto                    | 3 000             | Somoto             |
| FC San Marcos             | Stade Olimpico de San Marcos                 | 3 000             | San Marcos         |
| Deportivo Walter Ferreti  | Stade Olympique de l'Indépendance de Managua | 8 000             | Managua            |

## Compétition
Cette compétition se déroule de la façon suivante, en trois phases :
- La phase de qualification : les dix-huit journées de championnat.
- La phase hexagonale : les dix journées de championnat supplémentaires entre le six meilleures équipes.
- La phase finale : les confrontations aller-retour allant des demi-finales à la finale.

### Phase de qualification
Les dix équipes affrontent à deux reprises les neuf autres équipes selon un calendrier tiré aléatoirement.
Le classement est établi sur le barème de points classique (victoire à 3 points, match nul à 1, défaite à 0).
Le départage final se fait selon les critères suivants :
- Le nombre de points.
- La différence de buts générale.
- Le nombre de buts marqué.

#### Classement
| Rang | Équipe                    | Pts | J  | G  | N | P  | Bp | Bc | Diff |
| ---- | ------------------------- | --- | -- | -- | - | -- | -- | -- | ---- |
| 1    | Real Estelí FC            | 36  | 18 | 11 | 3 | 4  | 30 | 9  | +21  |
| 2    | Deportivo Parmalat        | 36  | 18 | 10 | 6 | 2  | 26 | 13 | +13  |
| 3    | FC San Marcos             | 34  | 18 | 10 | 4 | 4  | 29 | 19 | +10  |
| 4    | Deportivo Jalapa (en) (T) | 31  | 18 | 9  | 4 | 5  | 43 | 25 | +18  |
| 5    | Diriangén FC              | 31  | 18 | 9  | 4 | 5  | 37 | 21 | +16  |
| 6    | Deportivo Bluefields (en) | 26  | 18 | 8  | 2 | 8  | 30 | 30 | 0    |
| 7    | Deportivo Walter Ferreti  | 25  | 18 | 7  | 4 | 7  | 29 | 24 | +5   |
| 8    | Deportivo Masachapa       | 17  | 18 | 5  | 2 | 11 | 22 | 39 | -17  |
| 9    | Real Madriz               | 12  | 18 | 3  | 3 | 12 | 20 | 44 | -24  |
| 10   | Inter Barrio Cuba (P)     | 5   | 18 | 1  | 2 | 15 | 12 | 54 | -42  |

| Légende : Qualifications et relégations | Légende : Qualifications et relégations                  |
| --------------------------------------- | -------------------------------------------------------- |
|                                         | Qualifié pour la phase hexagonale                        |
|                                         | Relégué en Segunda División                              |
|                                         | (T) : Tenant du titre (P) : Promu de la saison 2001-2002 |

#### Matchs
| Résultats (▼dom., ►ext.)                                   | Bar | Blu | Dir | REs | Jal | RMa | Mac | Par | San | Wal |
| Inter Barrio Cuba                                          |     | 0-2 | 1-4 | 0-3 | 3-2 | 0-1 | 1-3 | 0-1 | 0-4 | 1-1 |
| Deportivo Bluefields (en)                                  | 8-0 |     | 1-2 | 1-1 | 3-0 | 4-2 | 2-1 | 0-0 | 4-3 | 3-1 |
| Diriangén FC                                               | 6-0 | 3-0 |     | 1-0 | 2-5 | 5-1 | 6-1 | 0-2 | 2-0 | 0-0 |
| Real Estelí FC                                             | 3-0 | 0-1 | 1-0 |     | 1-1 | 3-0 | 3-0 | 2-0 | 0-1 | 2-1 |
| Deportivo Jalapa (en)                                      | 3-1 | 3-0 | 1-1 | 0-1 |     | 5-1 | 6-0 | 0-2 | 1-1 | 2-1 |
| Real Madriz                                                | 2-2 | 1-0 | 1-2 | 1-5 | 2-4 |     | 4-1 | 0-2 | 1-2 | 1-2 |
| Deportivo Masachapa                                        | 4-1 | 2-0 | 3-0 | 0-2 | 1-1 | 1-1 |     | 1-3 | 0-1 | 2-0 |
| Deportivo Parmalat                                         | 3-1 | 1-0 | 0-0 | 1-1 | 2-1 | 0-0 | 5-1 |     | 3-1 | 0-4 |
| FC San Marcos                                              | 2-1 | 2-0 | 2-2 | 1-0 | 1-2 | 4-1 | 2-1 | 0-0 |     | 1-0 |
| Deportivo Walter Ferreti                                   | 2-0 | 8-1 | 2-1 | 0-2 | 2-6 | 2-0 | 1-0 | 1-1 | 1-1 |     |
| - Victoire à domicile - Match nul - Victoire à l'extérieur |     |     |     |     |     |     |     |     |     |     |

### Phase hexagonale
Les six équipes qualifiées affrontent à deux reprises les cinq autres équipes selon un calendrier tiré aléatoirement.
Le classement est établi sur le barème de points classique (victoire à 3 points, match nul à 1, défaite à 0).
Le départage final se fait selon les critères suivants :
- e nombre de points.
- La différence de buts générale.
- Le nombre de buts marqué.

#### Classement
| Rang | Équipe                    | Pts | J  | G | N | P | Bp | Bc | Diff |
| ---- | ------------------------- | --- | -- | - | - | - | -- | -- | ---- |
| 1    | Real Estelí FC            | 18  | 10 | 5 | 3 | 2 | 20 | 12 | +8   |
| 2    | Diriangén FC              | 18  | 10 | 5 | 3 | 2 | 15 | 10 | +5   |
| 3    | Deportivo Bluefields (en) | 17  | 10 | 5 | 2 | 3 | 14 | 10 | +4   |
| 4    | Deportivo Parmalat        | 11  | 10 | 3 | 2 | 5 | 11 | 14 | -3   |
| 5    | FC San Marcos             | 10  | 10 | 2 | 4 | 4 | 9  | 17 | -8   |
| 6    | Deportivo Jalapa (en) (T) | 9   | 10 | 3 | 0 | 7 | 23 | 29 | -6   |

| Légende : Qualifications et relégations | Légende : Qualifications et relégations |
| --------------------------------------- | --------------------------------------- |
|                                         | Qualifié pour les demi-finales          |
|                                         | (T) : Tenant du titre                   |

#### Matchs
| Résultats (▼dom., ►ext.)                                   | Blu | Dir | REs | Jal | Par | San |
| Deportivo Bluefields (en)                                  |     | 1-1 | 2-1 | 4-3 | 2-0 | 2-1 |
| Diriangén FC                                               | 1-0 |     | 0-0 | 4-3 | 2-1 | 0-0 |
| Real Estelí FC                                             | 1-0 | 2-1 |     | 6-1 | 3-0 | 2-2 |
| Deportivo Jalapa (en)                                      | 1-0 | 2-4 | 5-1 |     | 0-2 | 4-1 |
| Deportivo Parmalat                                         | 0-2 | 0-2 | 1-1 | 4-2 |     | 3-0 |
| FC San Marcos                                              | 1-1 | 1-0 | 0-3 | 3-2 | 0-0 |     |
| - Victoire à domicile - Match nul - Victoire à l'extérieur |     |     |     |     |     |     |

### La Phase Finale
Les quatre équipes sont réparties dans le tableau final d'après leur classement général.
En cas d'égalité sur la somme des deux matchs, une prolongation puis une séance de tirs au but ont éventuellement lieu.

#### Tableau
|  |                           |            |              |            |                |     |   |        |        |        |        |        |
|  | 1/2 finale                | 1/2 finale | 1/2 finale   | 1/2 finale | 1/2 finale     |     |   | Finale | Finale | Finale | Finale | Finale |
|  |                           |            |              |            |                |     |   |        |        |        |        |        |
|  |                           |            |              |            |                |     |   |        |        |        |        |        |
|  | Real Estelí FC            | (1)        | 5            | 2          |                |     |   |        |        |        |        |        |
|  | Real Estelí FC            | (1)        | 5            | 2          |                |     |   |        |        |        |        |        |
|  | Deportivo Parmalat        | (4)        | 1            | 0          |                |     |   |        |        |        |        |        |
|  | Deportivo Parmalat        | (4)        | 1            | 0          | Real Estelí FC | (1) | 0 | 3      |        |        |        |        |
|  |                           |            |              |            |                | (1) | 0 | 3      |        |        |        |        |
|  |                           |            | Diriangén FC | (2)        | 1              | 0   |   |        |        |        |        |        |
|  | Diriangén FC              | (2)        | Diriangén FC | (2)        | 1              | 0   | 3 | 0      |        |        |        |        |
|  | Diriangén FC              | (2)        |              |            |                |     | 3 | 0      |        |        |        |        |
|  | Deportivo Bluefields (en) | (3)        | 0            | 2          |                |     |   |        |        |        |        |        |
|  | Deportivo Bluefields (en) | (3)        | 0            | 2          |                |     |   |        |        |        |        |        |

#### Demi-finales
| Club           | Aller | Retour | Club                      | Commentaire |
| Real Estelí FC | 5-1   | 2-0    | Deportivo Parmalat        |             |
| Diriangén FC   | 3-0   | 0-2    | Deportivo Bluefields (en) |             |

#### Finale
| Match aller | Diriangén FC        | 1:1   | Real Estelí FC | Stade Cacique Diriangén |  |
| 4 mai 2003  | Lester González 86e | (0:0) | 89e            |                         |  |

| Match retour | Real Estelí FC                    | 3:1   | Diriangén FC | Stade de l'Indépendance |                     |
| 11 mai 2003  | Colón 12e · Colón 69e · Colón 73e | (1:0) | 84e          | Spectateurs : 8 000     | Spectateurs : 8 000 |

## Bilan du tournoi
| Tableau d'Honneur |                |
| Compétition       | Vainqueur      |
| Primera División  | Real Estelí FC |

| Qualifications continentales 2003-2004 |                             |
| Copa Interclubes UNCAF                 | Qualifiés                   |
| Phase de groupes (en)                  | Real Estelí FC Diriangén FC |

| Promotions et relégations   |                    |
| Relégué en Segunda División | Inter Barrio Cuba  |
| Promu de Segunda División   | Deportivo Masatepe |